# Moskvič
Moskvič (MZMA; rusko Москвич) je bila ruska avtomobilska tovarna s sedežem v Moskvi. Tovarna je bila ustanovljena leta 1930 in je obstajala do leta 2006, ko je razglasila bankrot. V najboljših časih so izdelali 100.000 vozil letno.
Najbolj znana avtomobilska modela tovarne sta bila moskvič in aleko, nekdaj zastopana tudi na slovenskih cestah. 

## Moskvič
Je oznaka enega izmed številnih modelov istoimenske tovarne. Najbolj poznan model je bil model z oznako 408, ki so ga predstavili javnosti leta 1964. Na voljo je bil v dveh izvedbah, limuzinski in karavanski. Po prenovi motorja in kozmetičnih popravkih je od leta 1967 limuzinski model nosil oznako 412, karavanski pa 427. 

### Tehnični podatki (velja za model 412)
- motor: štirivaljni
- prostornina: 1470 ccm
- moč motorja: 75 KM
- teža praznega vozila: 1000 kg
- dolžina: 4090 mm
- širina: 1550 mm
- višina: 1480 mm
- posoda za gorivo: 45 l
- najvišja hitrost: 140 km/h
- poraba: 10 l

## ALEKO
ALEKO (kratica za Автомобильный завод имени ЛЕнинского КОмсомола, Avtomobilski zavod Leninovega Komsomola) je imel oznako Moskvič 2141S. Izdelovali so ga v letih 1986 in 2001 na osnovi francoskega modela Simca 1307.